# Cratere Garm
Garm  è un cratere sulla superficie di Marte.